# Rodat
Rodat är ett distrikt i Afghanistan. Det ligger i provinsen Nangarhar, i den östra delen av landet, 130 kilometer öster om huvudstaden Kabul. Arean är 599 kvadratkilometer.
Distriktet beräknades år 2022 ha cirka 81 000 invånare.